# Drums Fusion
Drums Fusion (Bydgoskie Drums Fuzje) – cykliczny festiwal muzyczny w Bydgoszczy, gdzie gwiazdami są wybitni perkusiści.

## Historia
Pierwsze Bydgoskie Drums Fuzje zorganizowano w 2007 r. Pomysłodawcą imprezy był Miejski Ośrodek Kultury w Bydgoszczy. Inspiracją do rozwoju tego przedsięwzięcia były międzynarodowe sukcesy bydgoskich perkusistów współpracujących z muzykami sceny jazzowej.
Protoplastą „Drums Fuzji” były Bydgoskie Warsztaty Perkusyjne, zorganizowane po raz pierwszy w sierpniu 1987 r. przez Międzynarodowe Centrum Informacji i Dokumentacji Technik Animacji Muzycznej. Jedną z głównych postaci i autorytetów tej imprezy był m.in. doc. Jerzy Zgodziński – perkusista o bydgoskim rodowodzie, uczeń Bernarda Lewańskiego. Od samego początku imprezę wspierały władze miasta, dyrektor Filharmonii Pomorskiej – Andrzej Szwalbe, Zespół Szkół Muzycznych i Bydgoskie Towarzystwo Muzyczne.
Warsztaty wpisały się na trwałe w krajobraz kulturalny Bydgoszczy, co zaowocowało powołaniem Towarzystwa Sztuki Perkusyjnej (1989). Coraz częściej nad Brdę zjeżdżały sławne nazwiska perkusistów ze świata. W 1989 r. były nimi gwiazdy amerykańskiej perkusji: John Beck i Steven Schick, w roku 1990 – Richard Pusz z Australii. W 1991 r. występowali m.in.: Allan Otte (USA) i Jean Michael Collet (Strasburg). Wykładowcy oprócz koncertów prowadzili społecznie zajęcia. W 1994 r. – 37 uczestników VIII Warsztatów Perkusyjnych edukowali m.in.: profesor konserwatorium w Pradze – Vladimir Vlasak, amerykańska perkusistka Ann Barber oraz kotlista, profesor Cloyd Duff.
Warsztaty odbywały się przez kolejne lata i z czasem te bydgoskie doświadczenia doprowadziły do zorganizowania w Warszawie I Międzynarodowego Festiwalu Sztuki Perkusyjnej – „Perkusja 2000”. Gwiazdą pierwszej edycji tego festiwalu był bydgoski wirtuoz-wibrafonista, współtwórca bydgoskich „Warsztatów” – Karol Szymanowski.

## Charakterystyka
Bydgoskie Drums Fuzje to cykl listopadowych koncertów, na których prezentują się wybitni polscy perkusiści wraz z zaproszonymi do ich formacji wybitnymi muzykami z Polski i zagranicy. Koncerty odbywały się początkowo w Kawiarni Artystycznej „Węgliszek” oraz w Pałacu Nowym w Ostromecku. Od roku 2015 odbywają się na scenie głównej umieszczonej na Wyspie Młyńskiej w Bydgoszczy. Na koncerty finałowe zapraszani są światowe gwiazdy sceny nie tylko jazzowej, m.in. Jan Ptaszyn Wróblewski, Andrzej Jagodziński, Włodzimierz Nahorny, Krzysztof Herdzin, Dave Lombardo, Manu Katché i inni.